# Distrito de Rumphi
El distrito de Rumphi es uno de los veintisiete distritos de Malaui y uno de los seis de la región del Norte. Cubre un área de 4.769 km² y alberga una población de 229 161 personas. La capital es Rumphi.
- Datos: Q1044312
- Multimedia: Rumphi District / Q1044312